# Walterswil (Soleura)
Walterswil es una comuna suiza del cantón de Soleura, situada en el distrito de Olten. Limita al norte con las comunas de Dulliken y Däniken, al este con Gretzenbach, al sur con Safenwil (AG), y al suroeste y oeste Oftringen (AG).

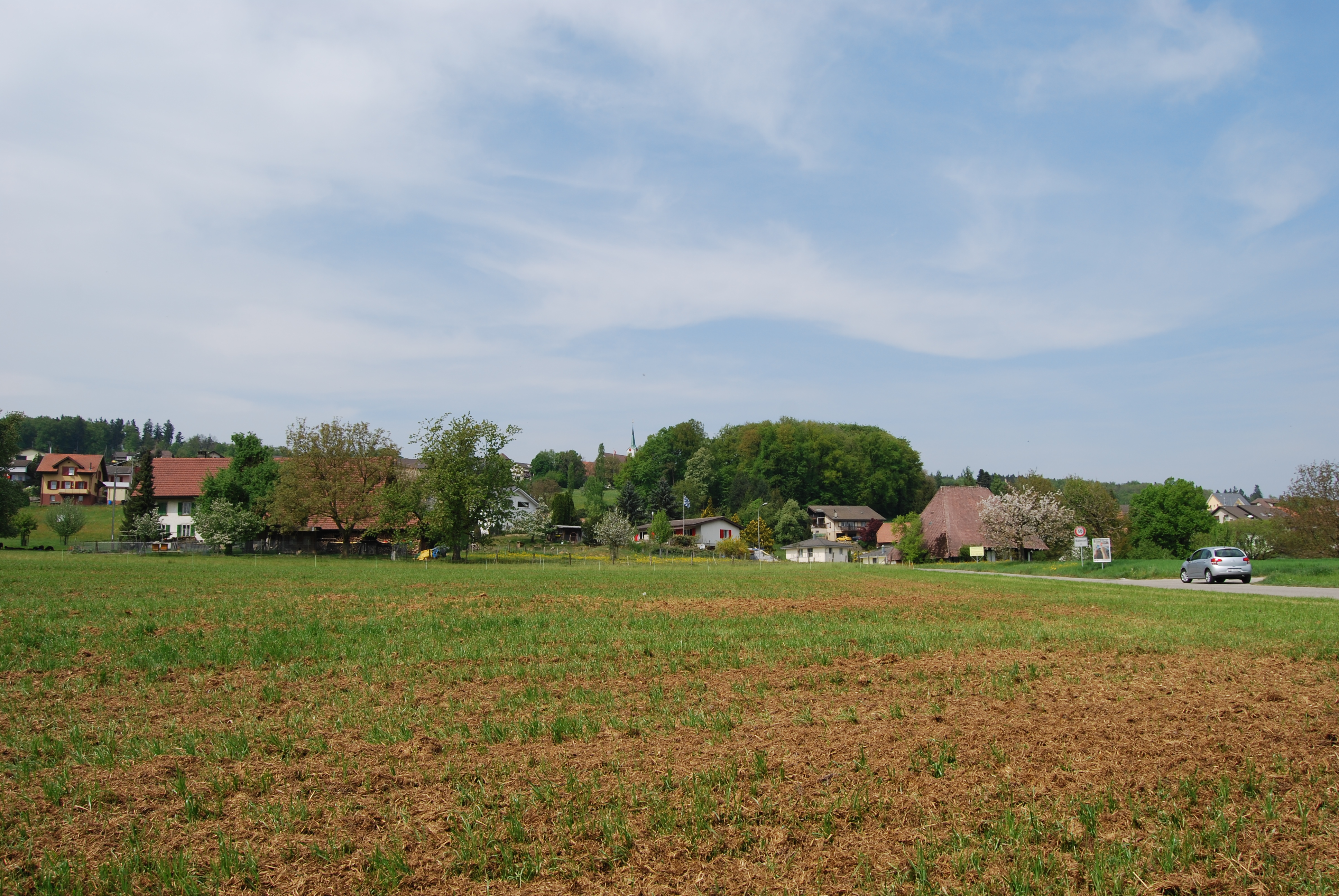
Walterswil